# ローハイド (NICO Touches the Wallsの曲)
「ローハイド」は、日本のバンド、NICO Touches the Wallsの楽曲で、シングル。キューンミュージックより2014年3月5日発売。前作「ニワカ雨ニモ負ケズ」から約8ヶ月ぶりのシングル。

## 解説
A面の「ローハイド」は同年2月5日に発売されたベストアルバムニコ タッチズ ザ ウォールズ ノ ベストに収められた新曲からのシングルカット。　完全生産限定版はジャケットは「ローハイド」に因んだ8枚の選べるジャケットが紙芝居方式でＴＶを模した外装に収納されているスタンド型「8KTV仕様」となっており、DVDには前年11月25日にZepp DiverCityにて行われた1125(イイニコ)の日LIVEの模様が収録されている。

## 収録曲

### CD
1. ローハイド [4:45]
作詞・作曲:光村龍哉　編曲:NICO Touches the Walls・Hajime Okano
  - テレビ朝日系全国放送「musicるTV」2014年2月度オープニングテーマ
  - Vo.光村曰く「武道館埋めてやるぞとか、これからもっともっと面白いことやっていくぞっていう所信表明のような思いを歌詞にも音にも込めました。（ベスト盤発売に合わせたインタビューにて）」という1曲。ライヴではGt.古村のタッピングで曲が始まる。
2. 太陽が笑ってら[4:33]
作詞：対馬祥太郎・光村龍哉、作曲：光村龍哉、編曲NICO Touches the Walls・いしわたり淳治
  - 映画『セブンデイズ リポート』主題歌
3. イミテイション・ゴールド [5:41]
作詞: 阿木燿子、作曲: 宇崎竜童、編曲: 萩田光雄
  - 山口百恵が1977年に発表した同名のシングル曲のカバー。メンバーで相談する中でアレンジをThe Mars Volta風にすることが決まったという。（限定版の紙ジャケット"LINER NOTES"より）

### 完全生産限定版特典DVD
1125/2013LIVE @Zepp DiverCity
1. 1125のテーマ*
2. アビダルマ*
3. そのTAXI,160㎞/h
4. 衝突
5. 錆びてきた
6. サラ＝レイニーデイ*
7. レオ
8. demon(is there?)
9. 武家諸法度
10. ストロベリーガール*
11. GANIMATA GIRL
12. GUERNICA*
13. ニワカ雨ニモ負ケズ*
14. N極とN極

*初DVD化楽曲